# Theriognathus
Genre
Synonymes
Espèce
Synonymes
Theriognathus est un genre éteint de thérapsides thérocéphales ayant vécu durant le Permien supérieur dans ce qui sont actuellement l'Afrique du Sud, la Zambie et la Tanzanie. Une seule espèce est connue, Theriognathus microps, décrite par le paléontologue britannique Richard Owen en 1876.

## Présentation

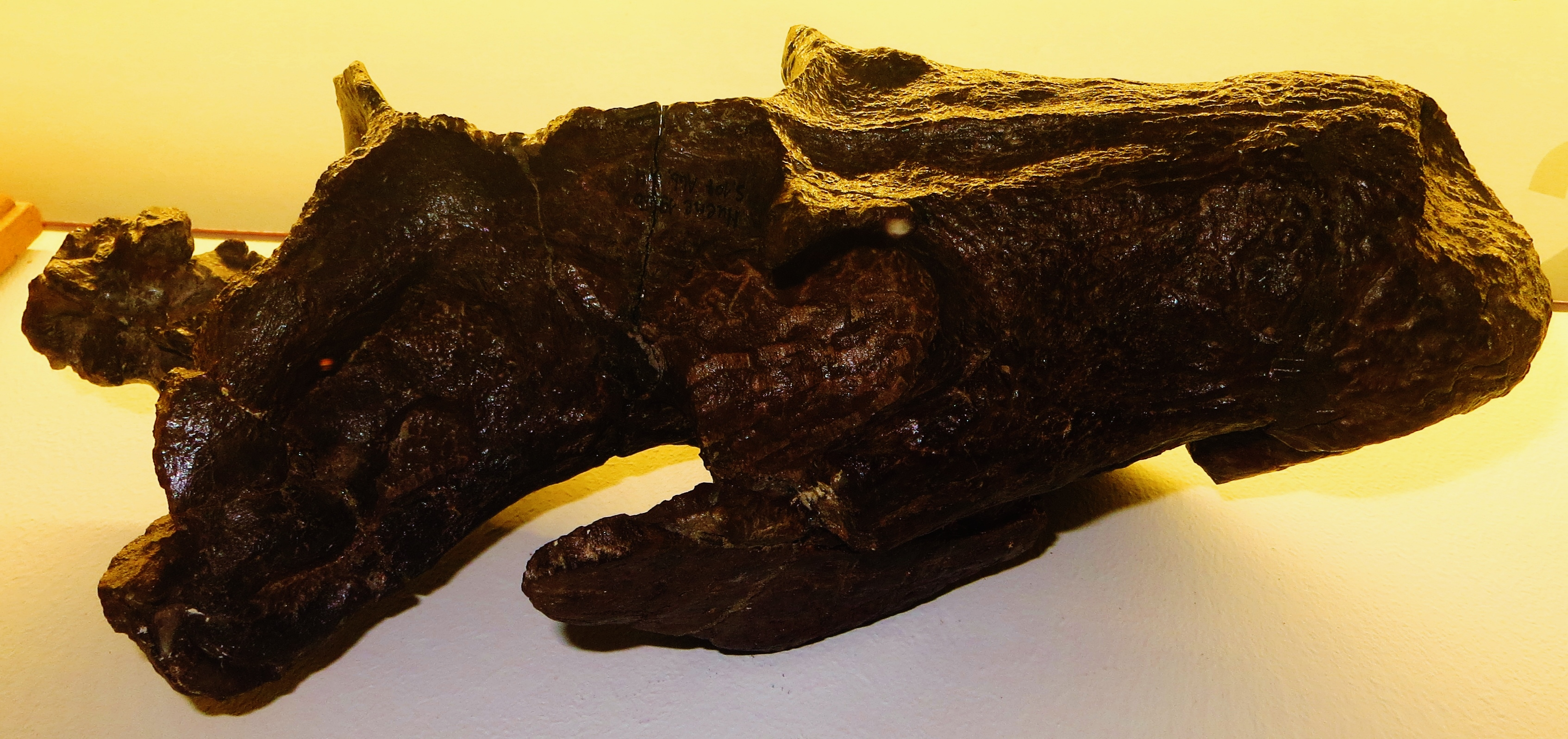
Crâne fossile de Theriognathus microps, exposée au collection paléontologique de l'université de Tübingen en Allemagne.

Bien que le nom générique du taxon signifie « mâchoire de bête » (terme qu'on utilise généralement pour les mammifères), la mâchoire inférieure est en fait composée de plusieurs os comme à ceux des reptiles modernes.
Theriognathus présente de nombreuses caractéristiques reptiliennes et mammaliennes différentes. Par exemple, la présence des canines et d'un palais secondaire semblable à ceux des mammifères, tandis que plusieurs os sont dans la mandibule accompagné d'une articulation de la mâchoire reptilienne typique, toutes caractéristiques des reptiles. Les chercheurs supposent que l'animal aurait été soit un carnivore, soit omnivore en raison de ses dents, et était adapté à la chasse aux petites proies dans les sous-bois. Ce synapside adopte un profil élancé similaire aux mammifères prédateurs, avec un museau étroit et mesurant au total environ un mètre de long.

## Synonymes
Theriognathus microps est, en 2022 selon Paleobiology Database, représenté par 54 spécimens dans 42 collections d'archives fossiles. Il fait l'objet de quatorze synonymes pour l'espèce et de sept synonymes pour le genre.